# Comté de Kent (Maryland)
Pour les articles homonymes, voir Comté de Kent.
Le comté de Kent (en anglais : Kent County) est un comté de l'État du Maryland aux États-Unis. Il est nommé de Kent en Angleterre. Le siège du comté est à Chestertown. Selon le recensement de 2020, sa population est de 19 198 habitants.

## Géographie
Le comté a une superficie de 1 073 km2, dont 724 km2 de terres.